# オイラー標数

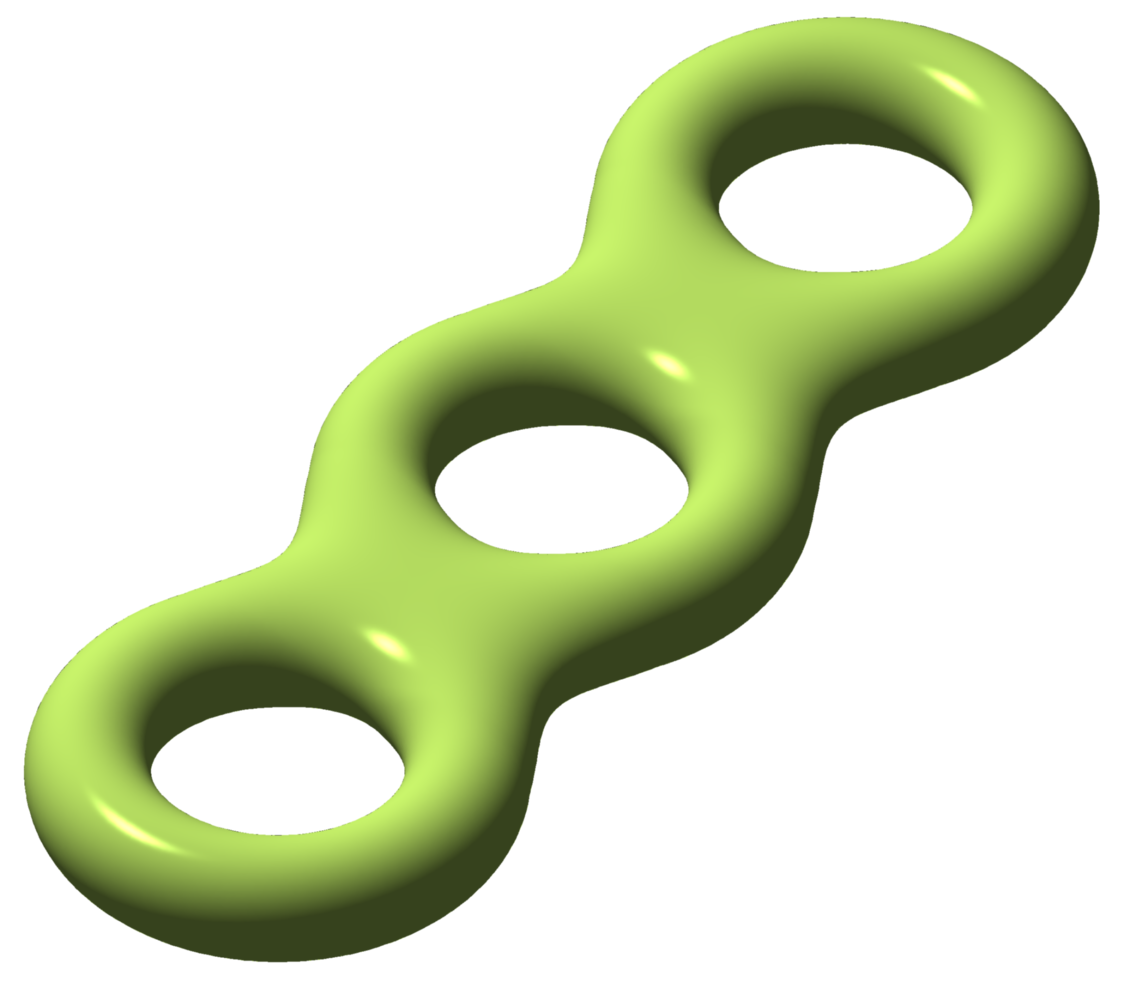
種数 g の向き付け可能な連結閉曲面 Σg のオイラー標数は χ(Σg) = 2 − 2g である。

オイラー標数（オイラーひょうすう、英: Euler characteristic）とは、位相空間のもつある種の構造を特徴付ける位相不変量のひとつ。オイラーが多面体の研究においてこの不変量を用いたことからこの名がある。オイラー数と呼ばれることもあるが、オイラー数は別の意味で使われることも多い。

## 定義
位相空間 X のオイラー標数 χ(X) は交代和
{\displaystyle \chi (X)=\sum _{n=0}^{\infty }(-1)^{n}b_{n}}
で定義される。ただし、bn は位相空間 X の n 次元ベッチ数、すなわちホモロジー群 Hn(X) のアーベル群としての階数である。

## 性質
| 多面体 K | 頂点 v | 辺 e | 面 f | オイラー標数 v − e + f |
| -------- | ------ | ---- | ---- | ---------------------- |
|          | 4      | 6    | 4    | 2                      |
|          | 8      | 12   | 6    | 2                      |
|          | 6      | 12   | 8    | 2                      |
|          | 20     | 30   | 12   | 2                      |
|          | 12     | 30   | 20   | 2                      |

ホモロジー群は位相不変量であるため、オイラー標数も位相不変量である。閉曲面の分類定理により、向き付け可能な連結閉曲面においてはオイラー標数は位相同型に関する完全不変量になっている。
有限CW複体 K に含まれる n 次元単体の個数を qn とすると、
{\displaystyle \chi (K)=\sum _{n=0}^{\infty }(-1)^{n}q_{n}}
である。つまり、この場合はホモロジー群を計算しないで含まれている単体さえわかればオイラー標数を計算できる。特に K が有限連結グラフである場合、 頂点の数を v = q0, 辺の数を e = q1 としてオイラー標数は {\displaystyle \chi (K)=v-e} と書ける。もしグラフ K が閉路をもたないならば {\displaystyle \chi (K)=1} である。また K が多面体である場合、頂点の数を v = q0, 辺の数を e = q1, 面の数を f = q2 としてオイラー標数は
{\displaystyle \chi (K)=v-e+f}
と書ける。凸多面体ならばこれは常に 2 に等しく、これをオイラーの多面体定理という。

## オイラーの多面体定理の証明

### 双対グラフによる証明

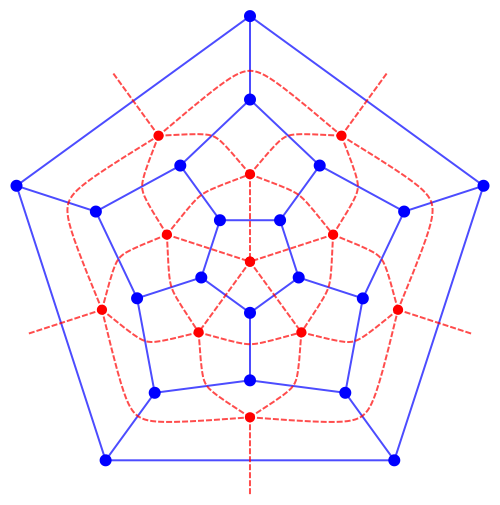
正十二面体の多面体グラフ（青）とその双対（赤）。双対グラフの頂点の一つは無限遠に存在する。

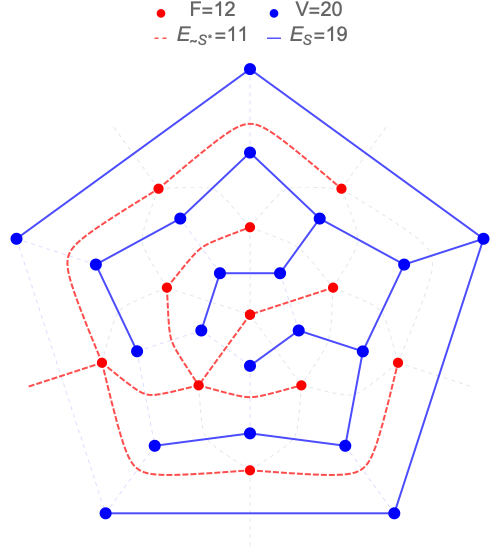
正十二面体の多面体グラフの全域木（青）とその双対（赤）。グラフの全域木とその双対が持つ関係からオイラーの多面体定理が導かれる。

まず、多面体の頂点や辺の関係は平面グラフに落とし込むことができることに着目する。これは次のようにして可能である。まず多面体の面の一つを取り除き、空いた穴を広げて残りの面を平面に近づけていく。こうしてできたグラフの外側の領域を最初に取り除いた面と対応させれば、多面体の頂点と辺の関係を持つ平面グラフが得られる。
次に、平面グラフの全域木とその双対を考える。グラフの全域木とはグラフのすべての頂点を接続し、なおかつ閉路を含まないようなグラフである。また、双対グラフとは、元となるグラフの面に対応する頂点をもち、元グラフの面どうしを繋ぐ辺に対応する辺をもつグラフである。全域木の双対は、元グラフの双対のうち、全域木に含まれない辺に対応する辺を含むグラフである。全域木の双対は元グラフの双対の全域木となることは、以下のようにしてわかる。
いま、平面グラフGとその双対G*を考える。Gの全域木Sに対し、GのうちS に含まれないグラフを~Sとする。また、G*のうち~Sに対応するグラフを~S*とする。Sは閉路を持たないため、Gの各々の面を囲む辺のうち、少なくとも1つは~Sに含まれる。このことを双対の世界で言い直すと、G*の各頂点は必ず~S*がもつ辺により連結されるということになる。ここでもし~S*が閉路を持つとすると、同様の議論によって、Gの頂点のうち少なくとも1つがSにより連結されないことになる。しかし、これはSが全域木であることと相容れないため、~S*は閉路を持たない。よって、~S*はG*の全ての頂点を連結し、閉路を持たない。すなわち~S*はG*の全域木である。
このことから、平面グラフの全ての辺は全域木と、グラフの双対の全域木に対応する辺に分解することができる。
木グラフは一つの頂点から初めて、頂点と辺をそれぞれ一つずつグラフに付け加えていくことによって作ることができる。このため、木グラフの頂点の数vと辺の数eは、e = (v − 1) という関係をもつ。
いま、グラフGについてその全域木Sが与えられたとする。Sの辺の数をeSとすると、eS = (v − 1) が成り立つ。またSの双対~S*の辺の数をe~S*とすると、~S*はG* の全域木であるため、G*の頂点の数、すなわちGの面の数fについて同様な関係 e~S* = (f − 1)が成り立つ。Sの辺の数と~Sの辺の数を足すとGの辺の数に等しく、また~Sの各辺は~S*の各辺に一対一に対応するため、
{\displaystyle e=(v-1)+(f-1)}
が成り立つ。これはオイラーの多面体定理に他ならない。

## 他の読み物
- 佐久間一浩：『トポロジー集中講義：オイラー標数をめぐって』、培風館、ISBN 4-563-00365-4 (2006年7月20日).